# Šauenštejn
Šauenštejn (též Šaunštejn, německy Schauenstein) je zaniklý skalní hrad založený na konci 14. století na pískovcovém útesu asi jeden kilometr severně od vsi Vysoká Lípa a čtrnáct kilometrů severovýchodně od Děčína v národním parku České Švýcarsko. Stál na pískovcovém skalním suku v nadmořské výšce 340 metrů. Od roku 1966 je hrad chráněn jako kulturní památka. Z hradu se dochovaly ve skále vytesané konstrukční prvky a prostory. Bývá nazýván Loupežnickým hradem a je volně veřejnosti přístupný.

## Název
Název Schauenstein je odvozen ze středněhornoněmeckého slova schouwe označujícího pátravé hledění nebo dozor vrchnosti. V písemných pramenech je uveden v podobách Schauestay (1431) a Schawensten (okolo roku 1446).

## Historie
Podle archeologických nálezů byl hrad založen ve čtrnáctém století, ale písemné prameny ho zmiňují jen v letech 1431–1446. Tvořil správní centrum malého panství a zajišťoval bezpečnost obchodní cesty zvané Česká silnice. Hrad byl v majetku Berků z Dubé a pravděpodobně roku 1428 jej získali do zástavy Vartenberkové. Hradní posádka ohrožovala zájmy lužického Šestiměstí a přilehlých částí Saska, a proto byli roku 1431 z Drážďan vysláni dva zvědové, kteří měli zjistit vojenské záměry posádky. Když se poměry v zemi uklidnily, hrad ztratil svůj vojenský význam, a ve druhé polovině patnáctého století zanikl.

## Stavební podoba
Při úpatí skály zvané Raubschloß se nacházelo předhradí s provozními budovami. Vstup do skalního jádra je čtyři metry nad úrovní terénu a zpřístupňovala ho dřevěná čtverhranná věž. Na vrcholové plošině se nachází ve skále vytesaná světnička, podvalí obytné věže a řada draží, které ukotvovaly dřevěné konstrukce. Výrazný je okrouhlý zahloubený objekt se zúženým hrdlem, který sloužil jako skladiště.